# Nauka (Station spatiale internationale)
MLM
Pour l’article homonyme, voir Nauka (éditeur).
Module de l'ISS
Nauka (transcription anglophone du russe : Нау́ка, Naouka (transcription du russe en français) ; littéralement Science), également appelé MLM (en russe : Многофункциональный лабораторный модуль, Module laboratoire polyvalent) est un élément de la Station spatiale internationale, financé par l'Agence spatiale russe. Il remplace le Docking and Stowage Module (DSM) dans les plans originaux de l'ISS. Toutefois, après le rétablissement du DSM comme Docking and Cargo Module (DCM), encore appelé Mini-Research Module 1 (MRM 1) ou encore Rassvet, Nauka est localisé au port nadir de Zvezda, initialement prévu pour le module d'amarrage universel qui est annulé. Sa réalisation prend énormément de retard : annoncé initialement pour 2007, il est lancé en 2021.

## Histoire

### Origines remontant au TKS

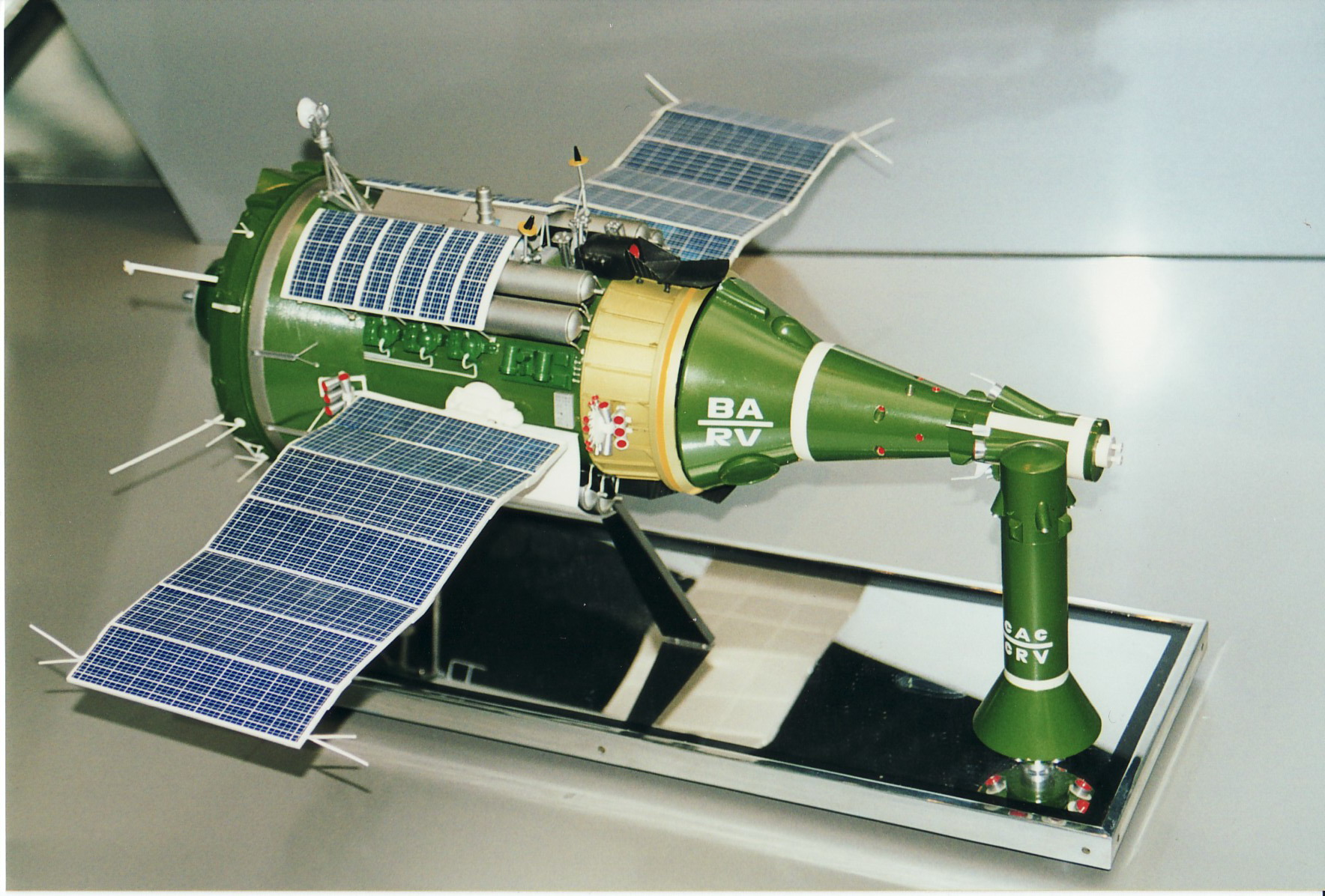
Maquette du vaisseau TKS.

L'architecture de Nauka provient du module FGB du vaisseau TKS, un vaisseau spatial soviétique conçu par Vladimir Tchelomeï, développé à la fin des années 1960 pour assurer la relève des équipages et le ravitaillement de la station spatiale militaire Almaz. Le TKS est constitué de deux parties : la capsule de rentrée VA et le FGB, gros module de fret pressurisé. Ce dernier servit de base, après qu'un TKS soit devenu un module permanent de Saliout 7, pour la conception de la majorité des modules additionnels de la station Mir, du module Zarya sur la Station spatiale internationale, et de sa doublure Nauka.

### Premiers plans de Nauka
Dans les années 1990, le segment russe de l'ISS inclut plusieurs modules de recherche complémentaires des modules Zarya et Zvezda. Les structures qui sont lancées changent dans le début des années 2000, cependant. En août 2004, il est décidé que le MLM est construit à partir de la modification du Functional Cargo Block (FGB-2), construit par GKNPZ Khrunichev, dont la construction est interrompue depuis la fin des années 1990, achevée à 70 %. Le FGB-2 est initialement construit comme sauvegarde pour le lancement original du module Zarya (le premier FGB), et dès 1997, il est prévu pour être utilisé comme module d'amarrage universel (UDM).
Il y a une alternative, rejetant la proposition du MLM de RKK Energia sur la base du Commercial Enterprise Module (qui est financé conjointement par RKK Energia et SPACEHAB Inc), mais ce module est annulé.

## Utilisation
Le module Nauka est initialement utilisé pour des expériences, l'amarrage et le stockage. Il sert également d'aire de repos et de travail pour l'équipage. Nauka est équipé d'un contrôle complet de navigation et de guidage, y compris des moteurs, ainsi que d'un système de contrôle d'attitude pouvant être utilisé comme solution de secours par l'ISS. Il est ancré sur le port d'amarrage nadir (face à la terre) du module Zvezda. Les équipements lancés en 2010 avec Rassvet lors de la mission STS-132 de la NASA utilisent Nauka : le joint de coude de rechange du bras télémanipulateur européen, du matériel interne et un sas destiné à accueillir des expériences scientifiques qui est ancré sur Nauka. Le nouveau module comprend des quartiers pour l'équipage et des équipements de support de vie, notamment un traitement atmosphérique, une cuisine et des toilettes.

## Travaux sur Nauka et date de lancement

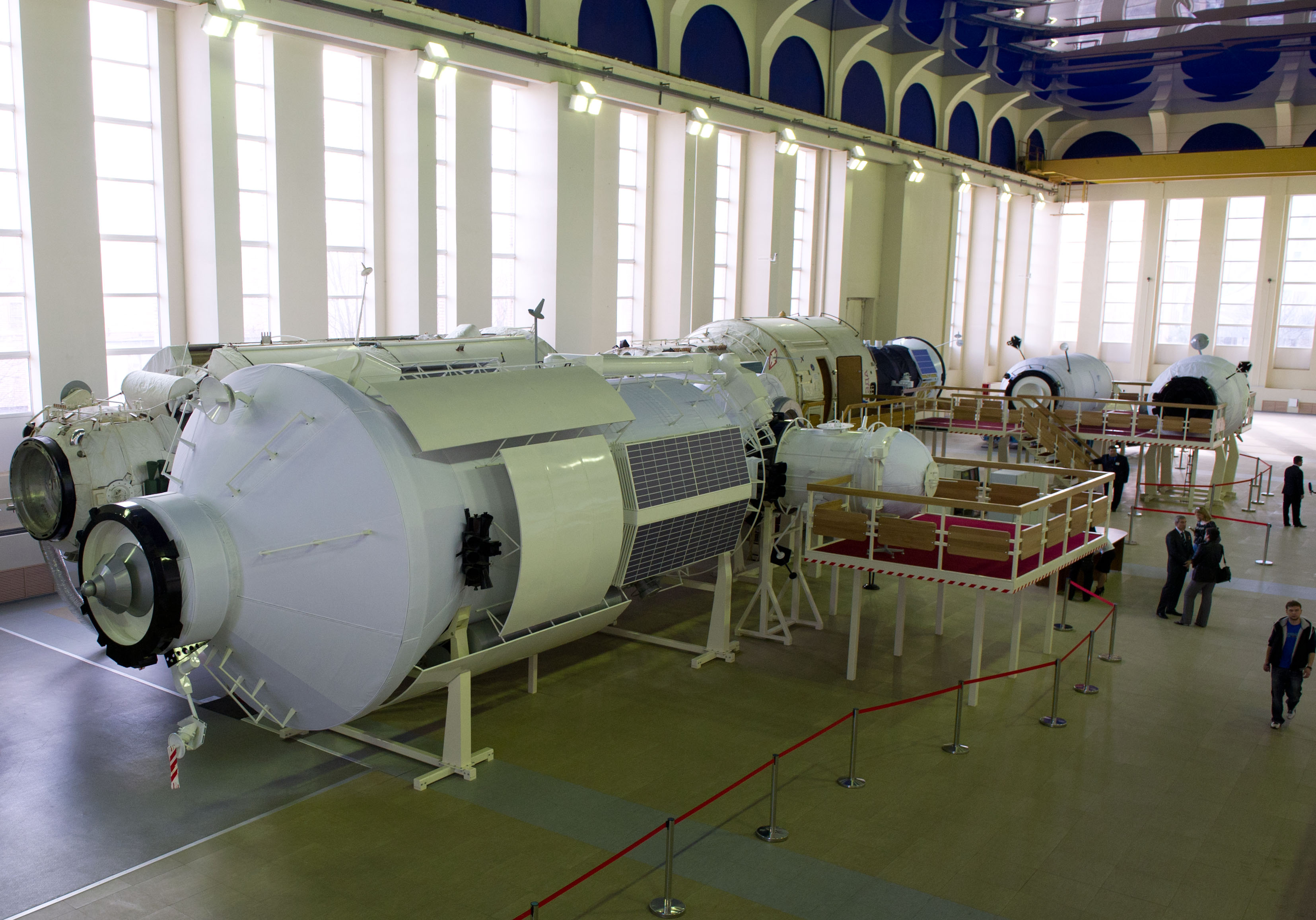
La maquette de Nauka au centre d'entraînement des cosmonautes Gagarine en avril 2012.

Fin 2005, l'Agence spatiale européenne (ASE) convient avec les Russes que le bras télémanipulateur européen sera lancé en même temps que Nauka, couplé à sa surface pour un déploiement ultérieur dans l'espace. Un coude de rechange pour le bras télémanipulateur européen est lancé avec Rassvet. 
En 2004, l'Agence spatiale russe (RSA) déclare que Nauka doit être prêt pour le lancement en novembre 2007 sur un lanceur russe Proton. Un bulletin de l'ASE de novembre 2006 mentionne que la RSA est en négociation avec les partenaires de l'ISS pour repousser la date de lancement à la fin de 2008. Le projet Nauka est donc repoussé, d'abord à 2008 et plus tard à 2009. En octobre 2011, il est rapporté que Nauka doit être lancé à la fin de 2013. En mai 2012, il est signalé que la date de lancement est repoussée à 2014. La prochaine date de lancement prévue est avril 2014, selon Vitaly Lopota, président du RKK Energia.
En octobre 2013, les ingénieurs découvre que Nauka est endommagé et il échoue à un test d'acceptation à la RKK Energia. Des problèmes sont trouvés dans le système de propulsion, incluant une fuite sur une valve de ravitaillement nécessitant son remplacement, et une contamination qui nécessite un long nettoyage. Le module doit être renvoyé à Khrunichev pour les réparations qui prennent 12 à 18 mois. Le 27 novembre 2013, il est signalé que l'Agence spatiale russe a informé la NASA que le lancement est repoussé au moins jusqu'en 2015. En avril 2014, il est apparu que la date butoir pour le lancement est reportée à février 2017, un nouveau système de propulsion doit être fabriqué, car celui installé dépasse sa garantie. En juin 2018, le lancement est annoncé pour 2020. En avril 2020, un délai jusqu'en 2021 est annoncé pour le lancement. En octobre 2020, Roscosmos prévoit le lancement en mai 2021.

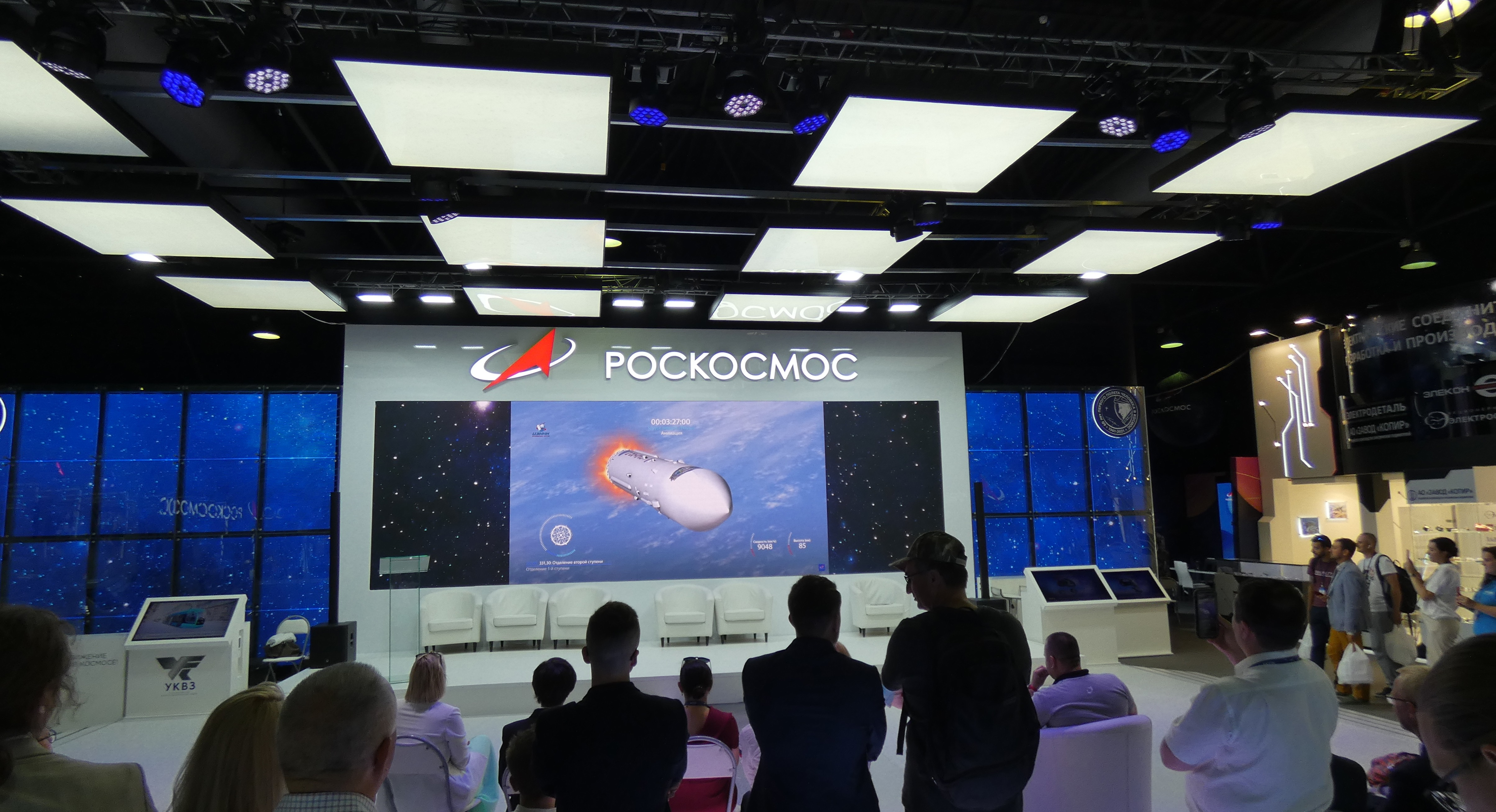
Diffusion en direct du lancement au pavillon de Roscosmos au Salon International de l'aéronautique et de l'espace 2021

Nauka est lancé le 21 juillet 2021 par une fusée Proton M et s'est amarré à la Station spatiale internationale le jeudi 29 juillet 2021.